# Frischwassererzeuger
Der Frischwassererzeuger ist die Wasseraufbereitungsanlage an Bord Schiffen. Durch einstufige Destillation wird aus Seewasser technisches Frischwasser erzeugt, die dabei benötigte Energie kommt in der Regel durch das Kühlwasser der Motoren, seltener durch das Dampfsystem. Eine weitergehende Behandlung des Wassers erzielt Trinkwasserqualität. Damit wird es Schiffen möglich, lange Zeiten auf See zu verbringen, ohne Frischwasser bunkern zu müssen. Technisches Frischwasser wird z. B. im Dampfsystem zum Ersatz von Verlusten des Speisewassers benutzt.

## Bauformen

### Tauchverdampfer
Der Tauchverdampfer wird hauptsächlich auf Dampfschiffen eingesetzt und besteht aus einem Zylinder, welcher durch in Seewasser getauchte Rohrschlangen beheizt wird. Ein Teil des Seewassers verdampft, der entstandene Dampf wird vom Kondensator abgesaugt und dort kondensiert. Als Beheizung wurde Abdampf der Hilfsmaschinen oder bei verstärktem Betrieb, wegen der höheren Temperatur, direkt vom Dampferzeuger verwendet.

### Vakuumverdampfer

Siedepunktskurve = Dampfdruckkurve

Der Vakuumverdampfer ist heute der am meisten verwendete Frischwassererzeuger. Durch die künstliche Absenkung des atmosphärischen Drucks in der Anlage sinkt der Siedepunkt erheblich ab, ermöglicht den Betrieb bei niedrigeren Temperaturen und erhöht damit die Effizienz.
Die Anlage besteht aus dem Verdampfer, einem Tropfenabscheider, dem Kondensator, der Seewasserpumpe, der Laugenpumpe, der Frischwasserpumpe, der Unterdruckpumpe und der Salzmessanlage.
Das Seewasser hat in der Anlage gleich mehrere Funktionen:
- Kühlung des Kondensators
- Betrieb der Laugen-/Vakuumpumpe (meist kombinierte Ausführung als Ejektor)
- Bereitstellung der Verdampfungsflüssigkeit

Das „kalte“ Seewasser durchströmt zuerst den Kondensator, der den Wasserdampf wieder verflüssigt. Hierdurch steigt die Temperatur des Seewassers an. Anschließend wird ein Teil in den Verdampferbereich geleitet, so dass ein konstanter Nachschub für das verdampfte Wasser sichergestellt ist. Der andere Teil wird als Treibmedium für die Sole-/Vakuumpumpe genutzt, bevor es wieder über Bord gegeben wird.
Die Energie zum Sieden des Seewassers kommt in der Regel aus dem Hochtemperaturkreis des (Motoren-)Kühlwassers, das durch den Verdampfer fließt. Der entstehende Wasserdampf wird durch den Tropfenabscheider geführt, der durch die Dampfströmung mitgenommene salzhaltige Wassertropfen vom Kondensator zurückhält.
Zuletzt wird der Dampf im Kondensator verflüssigt und das entstandene Frischwasser gekühlt. Durch die Frischwasserpumpe wird das Kondensat aus der Anlage gepumpt und zum gewünschten Tank gefördert. Am Ausgang der Anlage wird geprüft, ob der Salzgehalt innerhalb der gewünschten Grenze liegt. Eine automatische Regelung greift hierbei in den Prozess ein und stoppt ggf. die Anlage bei erhöhten Salzgehalt.
Die kontinuierliche Reduzierung des Seewassers im Verdampfer führt zu einer stetig steigender Salzkonzentration in der zu verdampfenden Flüssigkeit. Um ein Ausfällen in der Anlage zu verhindern, wird etwas mehr Seewasser dem Verdampfer zugeführt als tatsächlich verdampft. Die überlaufende Sole sammelt sich am Boden des Verdampfers und wird über die Solepumpe nach See entfernt.
Je nach Anlagengröße sind bis zu 60 m³ pro Tag üblich, bei größeren Wasserbedarf z. B. auf Kreuzfahrtschiffen werden oft mehrstufige Anlagen parallel betrieben.